# Pascal Paoli (Schiff)
Die Pascal Paoli ist ein RoPax-Schiff der französischen Reederei Corsica Linea. 

## Geschichte
Die Fähre wurde für die französische Reederei SNCM von der niederländischen Werft Van der Giessen-De Noord gebaut. Sie wurde am 29. Dezember 2000 von SNCM bestellt und am 16. Mai 2003 abgeliefert, bevor sie am 27. Mai 2003 zwischen Marseille und Korsika in den Dienst gestellt wurde.
Am 27. September 2005, nachdem die Entscheidung getroffen wurde, die SNCM zu privatisieren, besetzten Seeleute der korsischen Arbeitergewerkschaft unter der Führung von Alain Mosconi die Pascal Paoli und zwangen den Kapitän, das Schiff nach Bastia zu bringen. Am frühen Morgen des 28. September 2005 starteten Soldaten des GIGN, einer Spezialeinheit der Gendarmerie, die Befreiung des Schiffes und brachten es sicher in den Militärhafen von Toulon.
Nach dem Bankrott von SNCM 2016 wurde das Schiff in die Flotte von Corsica Linea aufgenommen und fährt seitdem auf der Strecke Marseille – Bastia.
Das Schiff ist nach dem korsischen Politiker, Philosophen, Revolutionär und Admiral Pasquale Paoli benannt.

## Technische Daten und Ausstattung
Das Schiff wird von vier Viertakt-Neunzylinder-Dieselmotoren des Typs Wärtsilä 9L46 mit zusammen 37.800 kW Leistung angetrieben. Die Motoren wirken auf zwei Verstellpropeller. Das Schiff verfügt über zwei Bugstrahlruder. Für die Stromerzeugung stehen drei mit 1395 kW Leistung angetriebene Dieselgeneratoren sowie ein mit 500 kW Leistung angetriebener Notgenerator zur Verfügung.

## Ausstattung
An Bord der Pascal Paoli gibt es 169 Zwei- oder Vierbettkabinen für die Passagiere mit Bad und einem Fernseher. Die Kabinen befinden sich alle auf Deck 8. Außerdem stehen 48 Liegesessel für die Fahrgäste zur Verfügung. Das RoPax-Schiff ist mit einem Restaurant (Deck 7), einer Snackbar und einer Bar ausgestattet. Für Kinder ist ein Spielbereich vorhanden.

## Belege
1. ↑  M/S PASCAL PAOLI (2003). Fakta om Fartyg, abgerufen am 23. April 2022.
2. ↑  Von Korsen gekaperte Fähre gestürmt: Einsatzkommando beendet „Piratenakt“. Handelsblatt, 28. September 2005, abgerufen am 23. April 2022.
3. 1 2  Corsica Linea: Aboard the Pascal Paoli. Corsica Linea, abgerufen am 23. April 2022 (englisch).